# Ливада (област Бургас)
Вижте пояснителната страница за други значения на Ливада.
Ливада е село в Югоизточна България, община Камено, област Бургас.

## География
Село Ливада се намира на около 22 km запад-югозападно от центъра на областния град Бургас, около 15 km юг-югозападно от общинския център град Камено и около 12 km север-североизточно от град Средец. Разположено е в Бургаската низина, върху равен терен от двете страни на течащ приблизително на юг ляв приток на Русокастренска река. Надморската височина в центъра на селото е около 10 m, а на изток и запад от реката нараства до около 15 – 20 m. Климатът е преходноконтинентален с черноморско климатично влияние, почвите в землището са преобладаващо смолници.
Общински път води на северозапад от Ливада до отстоящото на около 4 km село Русокастро, а на югоизток през село Тръстиково – до село Константиново и връзка с второкласния републикански път II-79 (Елхово – Средец – Бургас).
Землището на село Ливада граничи със землищата на: село Русокастро на запад и север; село Равнец на североизток; село Тръстиково на изток; село Дюлево на юг.

## История
След Руско-турската война 1877 – 1878 г., по Берлинския договор 1878 г. селото остава в Източна Румелия; присъединено е към България след Съединението през 1885 г.
Селото се нарича Сувàтите до март 1951 г., когато наименованието му е променено на Ливада.

## Население
Населението на село Русокастро наброява 1347 души при преброяването към 1934 г. и 1390 към 1946 г., намалява до 331 към 1985 г. и наброява 360 души (по текущата демографска статистика за населението) към 2020 г.

### Етнически състав
Преброяване на населението през 2011 г.
Численост и дял на етническите групи според преброяването на населението през 2011 г.:
|                     | Численост |
| Общо                | 281       |
| Българи             | 256       |
| Турци               | 5         |
| Цигани              | -         |
| Други               | -         |
| Не се самоопределят | -         |
| Неотговорили        | 19        |

## Обществени институции
Село Ливада към 2022 г. е център на кметство Ливада.
В селото към 2022 г. има православна църква „Света Богородица“ – 1878 г.
През 1928 г. в село Ливада е учредено читалище „Развитие“, което – според съхранените архивни документи, до 1940 г. е действало.
Според съхранените архивни документи, в селото от 1881 г. е съществувало и действало училищно настоятелство и основно училище, което вероятно е било закрито към 1956 г.

## Галерия
- Паметникът на падналите през войните жители на село Ливада.
- Паметник на Работническата партия в Ливада.